# Особняк Копец
Особняк Анастаси́и Никола́евны Ко́пец — историческое здание в Санкт-Петербурге по адресу Малый проспект Петроградской стороны, дом 7А. Здание было перестроено в 1903 году из каменного особняка купца Алексея Дылева по заказу супруги статского советника Анастасии Копец, в 1904-м над парадным входом была установлена надпись с фамилией владельцев.

## История
Ранние сведения о земельном участке будущего особняка Копец относятся к середине XIX века: согласно документам городского архива, владение принадлежало некому мещанину Клипину. По чертежам на участке находились небольшой трёхоконный деревянный дом и сад. С 1862-го земля перешла к купцу 3-й гильдии Алексею Тимофеевичу Дылеву, сыну прославленного скульптора-лепщика Тимофея Дылева. По его заказу был возведён каменный особняк высотой в два этажа, в 1863-м пристроили мезонин и трёхэтажный флигель. Автор проекта доподлинно неизвестен. Предположительно, им мог быть профессор Ипполит Монигетти, который до того уже построил особняк на Обводном канале для отца заказчика. Особняк на Малом проспекте получил выразительное оформление и был обильно декорирован лепниной в стиле Дылева-старшего.
Точные данные о владельцах земли восходят к 1873 году, когда земля перешла во владение турецкого подданного Ахмета Тантави. После смерти Ахмета Тантави в 1875-м дом унаследовал его сын Пётр. В 1881-м его не стало и вдове с детьми пришлось сдавать квартиру № 1, девять лет в ней располагался дом терпимости. В 1900-м здание выкупили братья Фёдор и Иван Шаповаленко. Новые владельцы провели капитальный ремонт особняка, возвели второй жилой флигель и целый комплекс служебных построек: конюшню, коровник, ледник, прачечную, два сарая (каретный и дровяной).
Владельцем, под чьим именем здание вошло в историю, стала Анастасия Николаевна Копец. Супруга статского советника Якова Константиновича получила здание в 1903 году и владела им до революции 1917-го. В 1909-м она пригласила инженера Павла Константиновича Лежоева перестроить особняк: здание расширили, фасадам придали более сдержанное оформление, во дворе возвели новый корпус под доходный дом. В этот период над парадным входом главного особняка появилась фамилия владельца — Копецъ.
В 1920-х квартира в бывшем доходном доме Копец (находившемся во внутренней части владения) принадлежала Ксении Анатольевне Половцевой и философу Александр Мейеру. Они открыли религиозно-философский воскресный кружок «для дискуссии о взаимодействии власти, политики и религии, пытаясь соединить революцию с церковью» под девизом «Христос и свобода». Встречи посещал широкий круг представителей интеллигенции, среди которых: последний обер-прокурор Святейшего правительствующего синода Антон Картешёв, историк-краевед Николай Анциферов, публицист Евгений Иванов, востоковед Пигулевская, философ Михаил Бахтин. Уже в 1924-м собрание стало нелегальным, а в 1928-м начались аресты: из 100 членов кружка более 70 человек осуждены в контрреволюционной деятельности и репрессированы.
В конце 1990-х здание выкупил «РосЕвроБанк». В 2001 году особняк признали выявленным объектом культурного наследия. В 2018 году за неудовлетворительное состояние особняка банк получил штраф от КГИОП и предписание провести ремонт фасадов, а также противоаварийные работы.